# Nescicroa frondosa
Nescicroa frondosa är en insektsart som först beskrevs av Bates 1865.  Nescicroa frondosa ingår i släktet Nescicroa och familjen Diapheromeridae. Inga underarter finns listade i Catalogue of Life.